# 哲学的故事
《哲学的故事》（英語：The Story of Philosophy: The Lives and Opinions of the Greater Philosophers）是威尔·杜兰特的一部西方哲学史著作。书中描述几位主要的西方哲学家和他们的思想，开始于苏格拉底和柏拉图，直到尼采。杜兰特试图展示他们思想之间的相互联系，以及每一位哲学家的思想如何影响下一位。
该书的前九章，各自聚焦于一位哲学家，最后两章各自分别简介三位20世纪初哲学家。
该书于1926年出版，1933年修订第二版出版。《哲学的故事》出版后，第一年连续再版22次，被译成18种语言。该书原是小蓝皮书系列的一些廉价的工人教育小册子。事实证明，它们非常受欢迎， 于是在1926年合订为一册，由西蒙与舒斯特出版（1926年）精装本。
书中的哲学家按以下顺序排列：柏拉图（有一节关于苏格拉底）、亚里士多德、弗兰西斯·培根、巴鲁赫·斯宾诺莎（有一节关于笛卡尔）、伏尔泰（有一节关于卢梭）、伊曼努尔·康德（有一节关于黑格尔）、阿图尔·叔本华, 赫伯特·斯宾塞，以及尼采。
最后两章是专门讨论欧洲和美国哲学家的。第十章讨论亨利·柏格森、贝内德托·克罗齐和伯特兰·罗素，第十一章讨论乔治·桑塔亚那、威廉·詹姆斯和约翰·杜威。
杜兰特在这本书第二版的前言中，接受对这本书没有包括来自亚洲大陆的哲学家的批评，特别是孔子、佛陀和阿迪·商羯罗。